# Push-pull jednotka 951
Push-pull jednotky řady 951 (typové označení Škoda 3Ev[zdroj⁠?!]) jsou netrakční třívozové jednotky typu push-pull provozované Železničnou spoločností Slovensko a vyrobené českou firmou Škoda Vagonka. Každá jednotka je složena ze dvou vložených vozů řady 051 a řídicího vozu řady 951. Vyráběna byla v letech 2009–2013.
Dne 30. prosince 2008 byla uzavřena smlouva na dodávku 10 push-pull jednotek řady 951 odvozených od řady 471 Českých drah (CityElefant) s konstrukční rychlostí 160 km/h, určených k použití v okolí Žiliny, Trenčína a Košic. První vozidlo mělo být dodáno 18 měsíců po uzavření smlouvy a poslední vozidlo 47 měsíců po podpisu.
První vyrobená jednotka byla slavnostně představena v areálu výrobce dne 5. února 2010, první zkušební jízdu na trase Nové Zámky - Levice absolvovala 16. srpna 2011 a následující den byla oficiálně představena veřejnosti v Žilině. Pravidelný provoz jednotek řady 951 byl zahájen 12. prosince 2010.

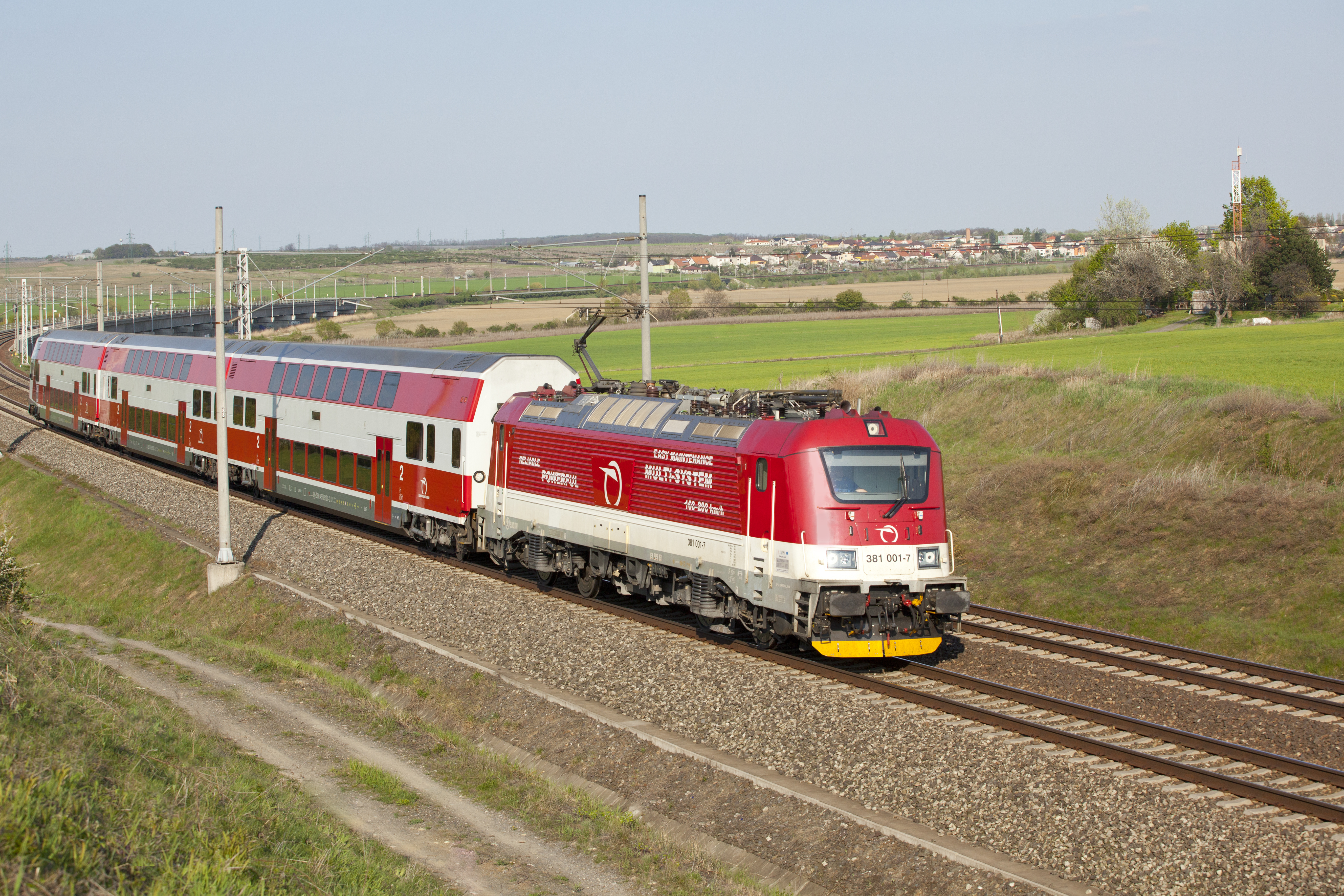
Jednotka 951 tažená lokomotivou řady 381

## Příbuzné typy

### Česká republika
- Řada 471 (CityElefant) České dráhy (140 km/h, 3 kV ss)
- České dráhy objednaly 5 třívozových souprav push-pull shodných se soupravami pro Deutsche Bahn. Soupravy Škoda 13Ev jsou určené pro provoz v Moravskoslezském kraji na lince S6 z Ostravy do Frenštátu pod Radhoštěm. Dokud trať 323 nebude elektrizována, tahá je motorová lokomotiva řady 750.7.[6]

Uvažovalo se též o možnosti odvozených dvousystémových variant včetně dálkové verze. O stavebnicovém odvozování dalších jedno i vícesystémových jednotek s variantami maximální rychlosti 120, 140, 160 a 200 km/h a možnými variacemi uspořádání interiéru se zmiňovaly České dráhy i v dubnu 2007. Po několika doobjednávkách byl celkový počet jednotek stanoven na 83 a všechny zůstaly v původní jednosystémové verzi.

### Export
- Řada 575 Litevských železnic (140 km/h, 25 kV 50 Hz)
- Řada 671 ZSSK (160 km/h, 3 kV ss, 25 kV 50 Hz)
- Řada 675 Ukrajinských železnic (160 km/h, 3 kV ss, 25 kV 50 Hz)
- Deutsche Bahn – DB Regio objednala v roce 2013 6 souprav (push-pull, 189 km/h) s lokomotivou Škoda 109E. Soupravy měly být dodány v roce 2016. Po několikaletém zpoždění a zdlouhavém schvalovacím procesu byly soupravy NIM-Express zařazeny do pravidelného provozu v listopadu 2020. Slouží na trase Norimberk – Ingolstadt – Mnichov.[8]

## Provoz a využití

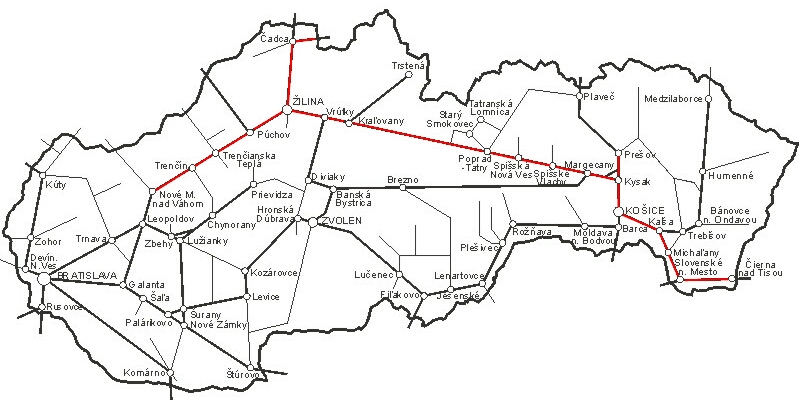

Jednotka je určená pro příměstskou dopravu v oblasti Kút a Bratislavy, konkrétně na tratích Kúty – Bratislava – Nové Zámky a Bratislava – Leopoldov.